# バーチャルレガッタ
バーチャルレガッタ（Virtual Regatta）は、オンラインセーリングレースシミュレーションゲーム。もともとはウェブブラウザ用ゲームだったが、現在ではモバイル端末でもプレイできる。
2018年には初めてのeセーリング世界選手権がバーチャルレガッタ・インショアを用いて開催された。

## バーチャルレガッタ・オフショア
バーチャルレガッタ・オフショアは、外洋ヨットレースゲームであり、年間約50レースが開催されている。一部はヴァンデ・グローブ、ルートデュラム、ジ・オーシャンレース、ラ·ソリティア·デュ·フィガロなど、世界でも有名なセーリングレースと提携して開催されている。ゲームでは、実際のレースと同じルート、同じ開始時間で行われる。
レースごとに実際の気象条件がシミュレートされ、プレーヤーがリアルタイムで参加できる。そのため、プレイヤーは最適な帆の設定と船の向きを決定するために、現実世界の気象条件を考慮しなければならない。
2010年時点でこのサイトには60万人のプレイヤーが登録していた。2020年の時点では150万人のアクティブプレイヤーがいたとされている。

## バーチャルレガッタ・インショア
バーチャルレガッタ・インショアは、短いコースで行われるヨットレースゲームである。1レースにつき、10プレイヤー前後が参加し、5分から10分でフィニッシュとなる。気象条件や他プレイヤーによる風の影響が再現されている。
レースのルールは実際のセーリングで使用されるレース規則（RRS）をベースにしている。ヨットのパフォーマンスと動作は、製造元のデータを取得して再現している。ワールドセーリングと提携して、最初のeセーリング世界選手権が2018年に開催され、現在は毎年恒例となっている。